# Sinkó László
Sinkó László (Budapest, 1940. március 18. – Budapest, 2015. július 31.) a Nemzet Művésze címmel kitüntetett, Kossuth- és Jászai Mari-díjas magyar színművész, rendező, szinkronszínész, érdemes és kiváló művész, a Halhatatlanok Társulatának örökös tagja. Sinkovits Imre Kossuth-díjas színművész öccse.

## Életpályája
Az Óbudai Árpád Gimnáziumban tanult. 1957-ben Kőmíves Sándorral együtt kapott elismerő oklevelet és jutalmat az Arany János szavalóversenyen.
1962-ben végzett a Színház- és Filmművészeti Főiskolán. 1966-ig a debreceni Csokonai Színház, majd 1982-ig a Nemzeti Színház tagja volt; ez évben alapító tagja a budapesti Katona József Színháznak, ahol tizenkét szezont töltött. 1994-től 1998-ig az Új Színház színésze, 1998–2003 között szabadúszó; 2003-tól haláláig a Nemzeti Színház örökös tagja volt.
Hosszú ideig Anthony Hopkins állandó magyar szinkronhangja volt. Többször megszólaltatta Jack Nicholsont, Gene Hackmant és Leslie Nielsent is. A Macskafogóban ő Grabowski hangja.
Két alkalommal rendezőként is bemutatkozott: Halleluja (1995); Nyugállomány előtt (2001).
2011-ben Budakalász díszpolgára lett.

## Halála
2015. július közepén feleségével 50. házassági évfordulójukat készültek megünnepelni. Az évforduló napján elesett, eltört a bordája és légmellet kapott. A Honvéd Kórházba került, ahol tíz nap után, július 31-én tüdőembóliában elhunyt. Az Emberi Erőforrások Minisztériuma saját halottjának tekintette a művészt. Halála másnapján a Duna TV Mestersége színész című portrésorozatában a róla szóló epizóddal emlékezett rá, az M3 az Übü király színházi felvételét adta le, a Klubrádió pedig augusztus 20-án megismételte a róla készített portréműsort, amely első ízben akkor hangzott el, amikor 2014-ben a Halhatatlanok Társulatának örökös tagjává választották.
2015. augusztus 12-én szűk családi, baráti körben temették el a budakalászi temetőben.

## Családja
Felesége Tóth Gabriella magyar-történelem szakos tanárnő volt. Gyermekeik: Andrea (1967) és Máté. Lánya a magyar ritmikus sportgimnasztika legsikeresebb versenyzőjeként két szeren: buzogánnyal és karikával 1987-ben világbajnoki 5. helyezett, majd a szöuli olimpián összetettben 6., pontszerző helyezést ért el.

### Származása
| Sinkó László (Budapest, 1940. márc. 18.– Budapest, 2015. júl. 31.) színész | Apja: Sinkovits Jenő (Budapest, 1901. jún. 9.– Budapest, 1977. márc. 19.) vendéglős | Apai nagyapja: Sinkovits Vince (Németszentgrót, 1861. márc. 30.– Kispest, 1932. okt. 2.) magánzó | Apai nagyapai dédapja: Sinkovics József     |
| Sinkó László (Budapest, 1940. márc. 18.– Budapest, 2015. júl. 31.) színész | Apja: Sinkovits Jenő (Budapest, 1901. jún. 9.– Budapest, 1977. márc. 19.) vendéglős | Apai nagyapja: Sinkovits Vince (Németszentgrót, 1861. márc. 30.– Kispest, 1932. okt. 2.) magánzó | Apai nagyapai dédanyja: Frisch Mária        |
| Sinkó László (Budapest, 1940. márc. 18.– Budapest, 2015. júl. 31.) színész | Apja: Sinkovits Jenő (Budapest, 1901. jún. 9.– Budapest, 1977. márc. 19.) vendéglős | Apai nagyanyja: Vojnovits Teréz (Körmend, 1867. feb. 21. – ?)                                    | Apai nagyanyai dédapja: Vojnovits István    |
| Sinkó László (Budapest, 1940. márc. 18.– Budapest, 2015. júl. 31.) színész | Apja: Sinkovits Jenő (Budapest, 1901. jún. 9.– Budapest, 1977. márc. 19.) vendéglős | Apai nagyanyja: Vojnovits Teréz (Körmend, 1867. feb. 21. – ?)                                    | Apai nagyanyai dédanyja: Németh Dorottya    |
| Sinkó László (Budapest, 1940. márc. 18.– Budapest, 2015. júl. 31.) színész | Anyja: Göndöcs Terézia (Strém, 1905. máj. 22. – Budapest, 1991. nov. 20.)           | Anyai nagyapja: Göndöcs Lajos (Zalaszentiván, 1872. jan. 21. – 1934)                             | Anyai nagyapai dédapja: Göndöcs Vendel      |
| Sinkó László (Budapest, 1940. márc. 18.– Budapest, 2015. júl. 31.) színész | Anyja: Göndöcs Terézia (Strém, 1905. máj. 22. – Budapest, 1991. nov. 20.)           | Anyai nagyapja: Göndöcs Lajos (Zalaszentiván, 1872. jan. 21. – 1934)                             | Anyai nagyapai dédanyja: Goldfinger Borbála |
| Sinkó László (Budapest, 1940. márc. 18.– Budapest, 2015. júl. 31.) színész | Anyja: Göndöcs Terézia (Strém, 1905. máj. 22. – Budapest, 1991. nov. 20.)           | Anyai nagyanyja: Posch Teréz (Ókörtvélyes, 1879. dec. 31. – Strém, 1920. ápr. 22.)               | Anyai nagyanyai dédapja: Posch Ferenc       |
| Sinkó László (Budapest, 1940. márc. 18.– Budapest, 2015. júl. 31.) színész | Anyja: Göndöcs Terézia (Strém, 1905. máj. 22. – Budapest, 1991. nov. 20.)           | Anyai nagyanyja: Posch Teréz (Ókörtvélyes, 1879. dec. 31. – Strém, 1920. ápr. 22.)               | Anyai nagyanyai dédanyja: Neubauer Julianna |

## Szerepeiből

### Színház
- Shakespeare: Rómeó és Júlia (Tybalt)[21]
- Csehov: 
  - Sirály (Trigorin)
  - Három nővér (Versinyin; Csebutikin)[22]
  - A manó (Vojnyickij)
- Molière: A fösvény (Valér; Anselme)
- Hubay Miklós - Károlyi Mihály: Én vagyok Ravelszki (Ravelszki, címszerep)[23]
- Móricz Zsigmond: Úri muri (Szakhmáry Zoltán)
- Bulgakov:
  - Iván, a rettentő (Feltaláló)
  - Menekülés (Afrikán)
- Franz Grillparzer: Medea (Jázon)
- Lucius Annaeus Seneca: Oidipusz
- Devecseri Gábor: Odüsszeusz szerelmei (Odüsszeusz)
- Sütő András: Káin és Ábel (Ábel)
- Füst Milán: Boldogtalanok (Huber Vilmos)
- Alfred Jarry: Übü király (Übü papa)
- Heinrich von Kleist: Amphitryon (Sosias)
- Frank Wedekind: Lulu (Dr. Schön)
- Ramón del Valle-Inclán: Lárifári hadnagy felszarvazása (Mateo Cardona)
- Thomas Bernhard: A színházcsináló (Bruscon)
- Spiró György: Az imposztor (Kazynski)
- Szophoklész: Oidipusz király (Teiresziasz)
- Martin Sperr: Vadászjelenetek Alsó-Bajorországból (Polgármester)
- Tábori György: Mein Kampf (Herzl)
- Ion Luca Caragiale: Zűrzavaros éjszaka (Nae Ipingescu)[24]

### Filmek
- Eszpresszóban (1959)
- Fügefalevél (1966) – Csiki B. István
- Princ, a katona (1966, tévésorozat) – Vecsernyés
- Változó felhőzet (1966) – Igazoltató katona
- A nagybácsi álma (1967, tévéfilm)
- Az élő Antigoné (1968, tévéfilm)
- Szende szélhámosok (1968, tévésorozat) – Koltai
- Szomorú Szerelmesek Szanatóriuma (1968, tévéfilm)
- Bors (1968, tévésorozat) – Fehér tiszt
- Őrjárat az égen (1969, tévésorozat) – Kunfai
- A fekete város 1-7. (1970, tévésorozat [1972 mozifilmként]) – Narrátor / Poéta
- Egy óra múlva itt vagyok… (1971, tévésorozat) – Hárs doktor
- A Danaida (1971, tévéfilm) – Simkó
- Egy éj az Arany Bogárban (1971, tévéfilm) – Kozsibrovszky
- Férfiak mesélik (1972, tévéfilm)
- Heten, mint a gonoszok (1972, tévéfilm) – Boci
- Kísérleti dramaturgia (1972, tévéfilm)
- Dorottya (1973, tévéfilm)
- Vivát, Benyovszky! (1973, tévésorozat) – Narrátor (hang)
- Zrínyi 1-3. (1973, tévésorozat) – Gremonville, francia követ
- Gulliver a törpék országában (1974, tévéfilm) – Gulliver
- Rejtélyes égitest (1974, tévéfilm) – Versalius
- Uraim, beszéljenek! (1974, tévéfilm) – Puskás Ferenc
- Császárlátogatás (1975, tévéfilm)[25]
- Ereszd el a szakállamat! (1975) – Vezérfőnök
- Tűzgömbök (1975) – Ambrus apja
- A 78-as autóbusz útvonala – Kis kitérővel (1976) – Buszvezető
- A néma dosszié (1977) – Nemes ügyvéd
- Gabi (1977, tévéfilm)
- Megtörtént bűnügyek 6-8. (1977, tévésorozat) – Schréter Pál
- Napforduló (1977)[26] – Kerényi
- Űrtörténetek (1977, tévéfilm)
- A király meztelen (1978, tévéfilm)
- Január (1978, tévéfilm)
- Kiálts, város! (1978, tévéfilm)
- Küszöbök (1978, tévésorozat) – Horst Schulmayer
- Mire lehullnak a levelek… (1978, tévéfilm)
- A Mi Ügyünk, avagy az utolsó hazai maffia hiteles története (1980, tévéfilm)[27] – Főnök
- Faustus doktor boldogságos pokoljárása 1-10. (1980, tévésorozat)
- A csodálatos jávorfák (1981, tévéfilm)
- Optimisták (1981, tévésorozat)
- A tenger (1982, tévésorozat) – Dr. Battonya
- Elveszett illúziók (1982) – Finta Kálmán
- Liszt Ferenc (1982, tévésorozat) – Liszt Ádám
- Panelkapcsolat (1982)
- Gyertek el a névnapomra (1983) – Külkeres
- Holt lelkek (1983, tévéfilm)[28] – Ügyész
- Amphitryon (1984, tévéfilm) – Jupiter, Amphitryon
- Boldogtalanok (1984, tévéfilm) – Húber Vilmos
- Caligula helytartója (1984, tévéfilm) – Barakiás
- Májdír emlékiratai (1984, tévéfilm)
- Rafinált bűnösök (1984, tévéfilm)[29] – Bilek úr, fodrász
- Szellemidézés (1984, tévéfilm) – Donáti
- Szerelmek (1984, tévéfilm) – Tábornok
- Szemenszedett igazság (1984, tévéfilm) – Joseph Vallet
- Valaki figyel (1984) – Gondi Géza
- A kaméliás hölgy (1985)[30] – Jean Duval
- Békestratégia (1985, tévéfilm)
- Puskin utolsó napjai (1985, tévéfilm)[30] – Benkkendorff
- Hajnali háztetők (1986) – Lőcs
- Vigyázat, mélyföld! (1986, tévéfilm)
- A komáromi fiú (1987, tévéfilm)
- Brigádeltérítés (1987, tévéfilm) – Scherer ügyvéd
- Csodakarikás (1987) – Király
- Kaméliás hölgy (1987, tévéfilm) – Jean Duval
- Isten veletek, barátaim! (1987) – A báró, Rück M. szeretője
- Napló szerelmeimnek 1-2. (1987)
- Szarkofág (1987, tévéfilm) – Szergejev
- Szeszélyes évszakok (1987)
- Zenés TV Színház: Egy szerelem három éjszakája (1987, tévéfilm)
- Zuhanás közben (1987) – Müller
- Az új földesúr (1988) – Garamvölgyi Ádám, Aladár bátyja
- Boszorkánypalánta (1988, tévéfilm) – Apa
- Küldetés Evianba (1988) – New York főrabbija
- Übü király (1989) – Übü papa
- A távollét hercege (1990) – Százados
- Nem érsz a halálodig (1990, tévéfilm)
- A pályaudvar lovagja (1992, tévéfilm) – Lapos úr
- Hanna (1993, tévéfilm)
- Szemben a Lánchíd oroszlánja (1993, tévéfilm)
- Devictus Vincit (1994, tévéfilm) – XII. Piusz pápa
- Feltámadás Makucskán (1994, tévéfilm)
- Így írtok ti (1994, tévéfilm)
- Szent Gellért legendája (1994, tévéfilm) – Gellért
- Szomszédok (1994–1999, tévésorozat) – Szabó Károly (78 részben)
- A Valencia rejtély  (1995, tévéfilm) – Idős Cholnoky Sándor
- Szeressük egymást, gyerekek! (1995)
- Aranyoskáim (1996, tévéfilm)
- Honfoglalás (1996) – Metód
- Irány Kalifornia! (1996, tévéfilm)
- Neonrománc (1996)
- Raszputyin (1996) – Ruzsky tábornok (1997-es magyar szinkron)
- Körömszakadtáig (1999)
- VII. Olivér (2000) – Saint-Germain gróf
- A Nagyúr (2001, tévéfilm)
- Hamvadó cigarettavég (2001) – Főszerkesztő
- A Hídember (2002) - Zichy Károly
- Kegyelem (2002, rövidfilm)
- Szezon (2004) – Feri bá
- Csak szex és más semmi (2005) – Tivadar
- Darazsak, ludak, körtefa (2005, rövidfilm) – Narrátor (hang)
- Fehér tenyér (2005) – Doktor
- Fekete krónika: A szép méregkeverő (2005, tévéfilm) – Narrátor (hang)
- Könyveskép III. (2005) – Narrátor (hang)
- Üvegtigris 2. (2005) – Ügyeletes tiszt
- Csendkút (2006) – Költő
- Férfiakt (2006) – Bánáti
- 1 (2008) – Swan Tamel

## Szinkron- és narrátori munkái

### Magyar filmek
- A hecc (1989) – Marnó, kabinos, Tamás barátja (hang)
- Boldog születésnapot! (2003) – Dr. Oltványi (hang)

Narrátora és résztvevője a Magyarországot bemutató túrafilmeknek:
- Másfélmillió lépés Magyarországon (1979)
- …és még egymillió lépés (1986)
- Kerekek és lépések (1990–1991)

Narrátor további dokumentumfilmekben:
- Kecskeméttől a Pamírig (1982)[31]
- Magyar búvárok kubai vizekben (1983)[32]
- Emberek a természetben (1997)[33]
- Írottkő Natúrpark 2000 (2000)[34]
- Téli kék (2008–2009)
- Helvécia – Kisvasút a Visó-völgyben (2010)[35]

### Magyar animációs filmek
- Casanova kontra Kékszakáll (1972) – Casanova (hang)
- A legkisebb ugrifüles II. (1976) – Nap (hang)
- Mátyás, az igazságos (1985) – A német császár (hang)
- Macskafogó (1986) – Nick Grabowski (hang)
- Fabulák (1987) – Mesélő (hang)
- Szekrénymesék (1987) – Narrátor (hang)
- Kíváncsi Fáncsi II. (1989) – Hupa őrmester (hang)
- Darazsak, ludak, körtefa (krétaanimációs film; 2004) Narrátor (hang)
- Macskafogó 2. – A sátán macskája (2007) – Nick Grabowski (hang)

### Külföldi filmek

#### Anthony Hopkins
Hangja a magyar nézők számára összefonódott Anthony Hopkinsszal, akit 1975-től kezdve mintegy 17 filmben szinkronizált.
| Év   | Cím                                         | Szereplő                     | Szinkron év |
| ---- | ------------------------------------------- | ---------------------------- | ----------- |
| 1975 | Az élet dicsérete (1. magyar szinkron)      | Siegfried Farnon             | 1982        |
| 1988 | A tizedik (1. magyar szinkron)              | Jean Louis Chavel            | 1990        |
| 1990 | A bárányok hallgatnak                       | Dr. Hannibal Lecter          | 1992        |
| 1992 | Mokaszin (2. magyar szinkron)               | Errol Wallace                | 2003        |
| 1993 | A per                                       | A pap                        | 1995        |
| 1994 | Szenvedélyek viharában (1. magyar szinkron) | Ludlow                       | 1995        |
| 1995 | Nixon                                       | Richard M. Nixon             | 1997        |
| 1996 | Túlélni Picassót                            | Pablo Picasso                | 1997        |
| 1997 | A vadon foglyai                             | Charles Morse                | 1998        |
| 1998 | Zorro álarca                                | Don Diego de la Vega / Zorro | 1998        |
| 1999 | Ösztön                                      | Ethan Powell                 | 2000        |
| 1999 | Titus                                       | Titus                        | 2004        |
| 2001 | Atlantisz gyermekei                         | Ted Brautigan                | 2002        |
| 2001 | Hannibál (1. magyar szinkron)               | Hannibal Lecter              | 2001        |
| 2002 | A vörös sárkány                             | Hannibal Lecter              | 2003        |
| 2003 | Szégyenfolt                                 | Coleman Silk                 | 2004        |
| 2004 | Nagy Sándor, a hódító                       | Idős Ptolemaiosz             | 2005        |

#### Filmek
| Év   | Cím                                                                      | Szereplő                                  | Színész                | Szinkron év |
| ---- | ------------------------------------------------------------------------ | ----------------------------------------- | ---------------------- | ----------- |
| ?    | A férfi, aki lelőtte John Lennont                                        | N/A                                       | N/A                    | 1989        |
| 1931 | Amerikai tragédia                                                        | Jephson, Clydeot kihallgató ügyész        | Charles Middleton      | 1977        |
| 1940 | Philadelphiai történet                                                   | George Kittredge                          | John Howard            | 1983        |
| 1944 | Arzén és levendula                                                       | Patrick O’Hara                            | Jack Carson            | 1970        |
| 1946 | Eső mossa szerelmünket (1. magyar szinkron)                              | David                                     | Birger Malmsten        | 1969        |
| 1949 | Keserű rizs (1. magyar szinkron)                                         | Walter                                    | Vittorio Gassman       | 1967        |
| 1950 | Rémület a színpadon (1. magyar szinkron)                                 | Jonathan Cooper                           | Richard Todd           | 1969        |
| 1952 | A boldogság madara                                                       | Iváska                                    | Borisz Szurovcev       | 1953        |
| 1953 | Az utolsó padban                                                         | N/A                                       | N/A                    | 1953        |
| 1953 | Julius Caesar (1. magyar szinkron)                                       | Marcus Antonius szolgája                  | William Phipps         | 1961        |
| 1953 | Két hektár föld                                                          | Lalu Usztad, a cipőtisztító fiú           | Jagdeep                | 1954        |
| 1953 | Üvegfal                                                                  | Peter Kaban                               | Vittorio Gassman       | 1967        |
| 1953 | Vágyakozás (1. magyar szinkron)                                          | Georges                                   | Gérard Philipe         | 1972        |
| 1955 | Lola Montez                                                              | I. Lajos bajor király                     | Anton Walbrook         | 1996        |
| 1955 | Udvari bolond (2. magyar szinkron)                                       | I. Roderick király                        | Cecil Parker           | 1990        |
| 1956 | Moby Dick (1. magyar szinkron)                                           | Ishmael                                   | Richard Basehart       | 1971        |
| 1957 | A legszebb pillanat                                                      | Pietro Valeri                             | Marcello Mastroianni   | 1968        |
| 1957 | Eroica                                                                   | Zak főhadnagy                             | Józef Kostecki         | 1982        |
| 1957 | Orgonásnegyed (3. magyar szinkron)                                       | Juju                                      | Pierre Brasseur        | 1994        |
| 1957 | Szegények, de szépek                                                     | Salvatore                                 | Renato Salvatori       | 1964        |
| 1958 | A játékos (1. magyar szinkron)                                           | Alekszej Ivanovics                        | Gérard Philipe         | 1968        |
| 1958 | Jó reggelt, búbánat!                                                     | Raymond                                   | David Niven            | 1980        |
| 1958 | Palimadarak (1. magyar szinkron)                                         | Peppe                                     | Vittorio Gassman       | 1973        |
| 1959 | Különös találkozás (2. magyar szinkron)                                  | Antoine Rougier                           | Serge Reggiani         | 1984        |
| 1959 | Stuart Mária                                                             | Mortimer                                  | Walther Reyer          | 1970        |
| 1959 | Tessék lapozni                                                           | N/A                                       | N/A                    | 1963        |
| 1960 | A kapitány (1. magyar szinkron)                                          | Conco Concini                             | Arnoldo Foà            | 1979        |
| 1960 | A nagy bástya                                                            | Roger                                     | André Versini          | 1968        |
| 1960 | Hamlet                                                                   | Horatio                                   | Karl Michael Vogler    | 1967        |
| 1960 | Szombat este, vasárnap reggel (1. magyar szinkron)                       | Bert                                      | Norman Rossington      | 1961        |
| 1961 | Fiatalok voltunk                                                         | Dimo                                      | Dimitr Bujnozov        | 1962        |
| 1961 | Tavaly Marienbadban (1. magyar szinkron)                                 | X                                         | Giorgio Albertazzi     | 1976        |
| 1962 | Aki megölte Liberty Valance-t (1. magyar szinkron)                       | Ransom Stoddard                           | James Stewart          | 1981        |
| 1963 | Bolond, bolond világ (1. magyar szinkron)                                | Melville Crump                            | Sid Caesar             | 1977        |
| 1963 | Optimista tragédia                                                       | Alekszej                                  | Vjacseszlav Tyihonov   | 1963        |
| 1964 | A két veronai nemes                                                      | Valentin                                  | Norbert Hansing        | 1970        |
| 1964 | Gyilkosok                                                                | Charlie Strom                             | Lee Marvin             | 1996        |
| 1965 | Bolondok hajója (2. magyar szinkron)                                     | Thiele kapitány                           | Charles Korvin         | 1977        |
| 1965 | Én és a 40 éves férfiak                                                  | Casserti                                  | Paolo Ferrari          | 1971        |
| 1965 | Felsült szerelmesek                                                      | Longaville                                | Michael Jayston        | 1971        |
| 1965 | Három szoba Manhattan-ben                                                | Francois Comte                            | Maurice Ronet          | 1974        |
| 1965 | Sorsok                                                                   | Pierre Gornac                             | Robert Tzakiri         | 1968        |
| 1966 | Hullámtörés                                                              | Naszko                                    | Anani Javasev          | 1968        |
| 1966 | Kis lázadás                                                              | Michael Kolinos, az író                   | George Maharis         | 1969        |
| 1966 | Minisztert keresnek                                                      | Pellegrin                                 | Peter Fröhlich         | 1970        |
| 1966 | Modesty Blaise                                                           | Gabriel                                   | Dirk Bogarde           | 1978        |
| 1967 | A hírhedt vonatrablás                                                    | Frank                                     | Barry Foster           | 1980        |
| 1967 | A Szent Péter-hadművelet (1. magyar szinkron)                            | Cajella                                   | Jean-Claude Brialy     | 1970        |
| 1967 | Baleset                                                                  | Stephen                                   | Dirk Bogarde           | 1978        |
| 1967 | Háromszög                                                                | Varpet Mrktics                            | Szosz Szarkiszjan      | 1975        |
| 1967 | James Bond 05.: Csak kétszer élsz                                        | Ernst Stavro Blofeld (Fantom)             | Donald Pleasence       | 1996        |
| 1967 | Megfagyott villámok                                                      | N/A                                       | N/A                    | 1968        |
| 1967 | Phaedra                                                                  | Hippolytos                                | Rolf Henniger          | 1968        |
| 1968 | A 24-25-ös nem tér vissza                                                | N/A                                       | N/A                    | 1969        |
| 1968 | A bábu                                                                   | ?                                         | ?                      | 1969        |
| 1968 | A bostoni fojtogató                                                      | David Parker                              | Shelley Burton         | 1970        |
| 1968 | A kertész kutyája                                                        | Fabio                                     | Jean-Louis Jemma       | 1973        |
| 1968 | A szent hazugság                                                         | N/A                                       | N/A                    | 1970        |
| 1968 | Élsz még, Rómeó…                                                         | ?                                         | Georgi Cserkelov       | 1969        |
| 1968 | Furcsa játék                                                             | Rodrigue                                  | Rémy Longa             | 1975        |
| 1968 | Lány a pisztollyal (2. magyar szinkron)                                  | Dr. Tom Osborne                           | Stanley Baker          | 1976        |
| 1968 | Még egyszer a szerelemről                                                | Yevdokimov                                | Alekszandr Lazarev     | 1969        |
| 1968 | Shalako (1. magyar szinkron)                                             | Frederick Von Hallstatt báró              | Peter van Eyck         | 1979        |
| 1969 | A génuai hölgy                                                           | Dr. Eck                                   | Armin Müller-Stahl     | 1971        |
| 1969 | A karbonárik (1. magyar szinkron)                                        | Lázadó                                    | N/A                    | 1971        |
| 1969 | A vad gyerek (1. magyar szinkron)                                        | Dr. Jean Itard                            | François Truffaut      | 1977        |
| 1969 | Ha kedd van, akkor ez Belgium (2. magyar szinkron)                       | N/A                                       | N/A                    | 2001        |
| 1969 | Jó fiúk, rossz fiúk                                                      | N/A                                       | N/A                    | 1986        |
| 1970 | A fekete farmer (1. magyar szinkron)                                     | Russel                                    | L. Q. Jones            | 1972        |
| 1970 | Az utolsó völgy (1. magyar szinkron)                                     | Kapitány                                  | Michael Caine          | 1980        |
| 1970 | Az ügyvéd (1. magyar szinkron)                                           | Tony Petrocelli                           | Barry Newman           | 1972        |
| 1970 | Cromwell (1. magyar szinkron)                                            | Sir Thomas Fairfax                        | Douglas Wilmer         | 1971        |
| 1970 | Életem hőse                                                              | Charles Dickens                           | Michael Jayston        | 1976        |
| 1970 | Farkasok ideje                                                           | N/A                                       | N/A                    | 1979        |
| 1970 | Lány a levesemben (1. magyar szinkron)                                   | Robert Danvers                            | Peter Sellers          | 1980        |
| 1970 | Leon és az Atlanti-fal (1. magyar szinkron)                              | Friedrich                                 | Pino Caruso            | 1971        |
| 1970 | Öt könnyű darab (1. magyar szinkron)                                     | ?                                         | ?                      | 1972        |
| 1970 | Rillington tér tíz                                                       | Christie                                  | Richard Attenborough   | 1993        |
| 1971 | A svéd asszony                                                           | Viktor Krimov                             | Vjacseszlav Tyihonov   | 1973        |
| 1971 | Az utas                                                                  | Roy Norton                                | James Kerry            | 1975        |
| 1971 | Falak között                                                             | Jan                                       | Zbigniew Zapasiewicz   | 1973        |
| 1971 | Francia kapcsolat                                                        | Buddy „Borús” Russo nyomozó               | Roy Scheider           | 1980        |
| 1971 | Macbeth                                                                  | Ross                                      | John Stride            | 1973        |
| 1971 | Minnie és Moskowitz                                                      | Moskowitz                                 | Seymour Cassel         | 1979        |
| 1971 | Sátáni ötlet (1. magyar szinkron)                                        | Antoine „Tony” Chantoiseau                | Maurice Auzel          | 1971        |
| 1972 | A mesterdetektív (2. magyar szinkron)                                    | Andrew Wyke                               | Laurence Olivier       | 1999        |
| 1972 | A mi erdőnk alján                                                        | Kacor kapitány                            | Peter O’Toole          | 1978        |
| 1972 | A sortűz                                                                 | N/A                                       | N/A                    | 1973        |
| 1972 | Alfredo, Alfredo (1. magyar szinkron)                                    | Alfredo Sbisá                             | Dustin Hoffman         | 1974        |
| 1972 | Életünk legszebb napja                                                   | Daniel Berrigan atya                      | Ed Flanders            | 1974        |
| 1972 | Eső                                                                      | Trombitás                                 | Predrag Ivanović       | 1974        |
| 1972 | Halál a stúdióban                                                        | Basler televíziós rendező                 | Gert Günther Hoffmann  | 1985        |
| 1972 | Magas szőke férfi felemás cipőben                                        | Georghiu                                  | Robert Castel          | 1974        |
| 1972 | Merénylők                                                                | Michael Howard, amerikai TV-tudosító      | Roy Scheider           | 1974        |
| 1972 | Ostromállapot                                                            | Parlamenti képviselő                      | Enrique Heine          | 1974        |
| 1972 | Tecumseh                                                                 | N/A                                       | N/A                    | 1973        |
| 1973 | A belstoni fővadász                                                      | Asher Smith                               | Eric Porter            | 1997        |
| 1973 | A hosszú búcsú (1. magyar szinkron)                                      | Zongorista                                | Jack Riley             | 1974        |
| 1973 | A kikötő                                                                 | Homcsenko                                 | Anatolij Szolovjov     | 1976        |
| 1973 | A nagy zabálás                                                           | Ugo                                       | Ugo Tognazzi           | 1996        |
| 1973 | A sakkozó tolvaj                                                         | Henderling                                | Charles Cioffi         | 1983        |
| 1973 | Az örökös                                                                | David Loweinstein                         | Charles Denner         | 1979        |
| 1973 | Az utolsó szolgálat                                                      | Bemondó a pályaudvaron                    | N/A                    | 1975        |
| 1973 | Boldog új évet! (1. magyar szinkron)                                     | Charles                                   | Charles Gérard         | 1986        |
| 1973 | Giordano Bruno                                                           | Celestino                                 | Massimo Foschi         | 1989        |
| 1973 | San Francisco utcáin – II/4. rész: Mielőtt meghalok (1. magyar szinkron) | John T. Connor felügyelő                  | Leslie Nielsen         | 1980        |
| 1974 | A magas szőke férfi visszatér                                            | Cambrai kapitány                          | Michel Duchaussoy      | 1976        |
| 1974 | Detektív két tűz között (1. magyar szinkron)                             | Franklin Toms                             | Clu Gulager            | 1978        |
| 1974 | Gyorsított eljárás                                                       | N/A                                       | N/A                    | 1975        |
| 1974 | Mussolini végnapjai (2. magyar szinkron)                                 | Benito Mussolini                          | Rod Steiger            | 1996        |
| 1974 | Piedone 2.: Piedone Hongkongban (1. magyar szinkron)                     | Frank Barella                             | Al Lettieri            | 1977        |
| 1974 | Prérifarkas                                                              | N/A                                       | N/A                    | 1995        |
| 1975 | Agónia                                                                   | Badmajev, tibeti orvos                    | Bajtyen Omarov         | 1982        |
| 1975 | Egy romantikus angol nő                                                  | Lewis Fielding                            | Michael Caine          | 1976        |
| 1975 | Gyémánt-akció                                                            | N/A                                       | N/A                    | 1977        |
| 1975 | Napsugár fiúk (1. magyar szinkron)                                       | Ben Clark                                 | Richard Benjamin       | 1977        |
| 1975 | Robin Hood nyila                                                         | Gisborn                                   | Algimantasz Maszjulisz | 1977        |
| 1975 | Rocky Horror Picture Show                                                | A kriminológus-szakértő                   | Charles Gray           | 1994        |
| 1976 | A fény                                                                   | Heinrich Grün                             | Bruno Ganz             | 1978        |
| 1976 | Egy szökött tinédzser                                                    | N/A                                       | N/A                    | 1980        |
| 1976 | Vörös és fekete                                                          | Monsieur de Rênal                         | Leonyid Markov         | 1979        |
| 1977 | A férfi, aki szerette a nőket (2. magyar szinkron)                       | Bertrand Morane                           | Charles Denner         | 1986        |
| 1977 | A híd túl messze van (1. magyar szinkron)                                | Robert Stout ezredes                      | Elliott Gould          | 1986        |
| 1977 | Édeni történet                                                           | Geoffrey Farrant                          | Wolfgang Weiser        | 1982        |
| 1977 | Fayard bíró, akit seriffnek hívtak                                       | Joanno kapitány                           | Marcel Bozzuffi        | 1978        |
| 1977 | Földi űrutazás (2. magyar szinkron)                                      | Dr. James Kelloway                        | Hal Holbrook           | 1986        |
| 1977 | Goodbye és ámen                                                          | Moreno felügyelő                          | Fabrizio Jovine        | 1978        |
| 1977 | Kígyótojás (2. magyar szinkron)                                          | N/A                                       | N/A                    | 1994        |
| 1978 | 39 lépcsőfok (2. magyar szinkron)                                        | N/A                                       | N/A                    | 1999        |
| 1978 | A Medúza pillantása (2. magyar szinkron)                                 | John Morlar                               | Richard Burton         | 1999        |
| 1978 | A nagy álom (2. magyar szinkron)                                         | Philip Marlowe                            | Robert Mitchum         | 1997        |
| 1978 | Egy meg egy                                                              | N/A                                       | N/A                    | 1980        |
| 1978 | Éjféli expressz (1. magyar szinkron)                                     | Ahmed                                     | Peter Jeffrey          | 1993        |
| 1978 | King 1-3.                                                                | Damon Lockwood                            | Al Freeman, Jr.        | 1979        |
| 1979 | A terasz                                                                 | Sergio                                    | Serge Reggiani         | 1995        |
| 1979 | Az úszómester                                                            | Kertész                                   | Jean-Louis Trintignant | 1984        |
| 1979 | Hogyan csináljunk svájcit?                                               | Dr. Helmut Starke                         | Wolfgang Stendar       | 1982        |
| 1980 | Charlie Chan és a sárkánykirálynő átka (1. magyar szinkron)              | Charlie Chan                              | Peter Ustinov          | 2001        |
| 1980 | Szabadlábon Velencében                                                   | Kamal                                     | Paolo Bonacelli        | 1981        |
| 1980 | Végső visszaszámlálás                                                    | Matthew Yelland kapitány                  | Kirk Douglas           | 1982        |
| 1981 | Antonius és Kleopátra                                                    | Marcus Antonius                           | Colin Blakely          | 1983        |
| 1981 | Én, te, öl                                                               | Charles Courville                         | Pierre Vaneck          | 1985        |
| 1981 | Gumiszoba – Rocky Horror Picture Show 2.                                 | Oliver Wright bíró                        | Charles Gray           | 1996        |
| 1981 | Jacqueline Bouvier Kennedy                                               | Jack Bouvier                              | Rod Taylor             | 1995        |
| 1981 | Kvartet                                                                  | H. J. Heidler                             | Alan Bates             | 1983        |
| 1981 | Téli rege                                                                | Leontes                                   | Jeremy Kemp            | 1983        |
| 1982 | Az Öreg – 66. rész: Egy láthatatlan nyomai                               | Kundler                                   | Karl-Heinz Vosgerau    | 1988        |
| 1982 | Twist Olivér                                                             | Fagin                                     | George C. Scott        | 1997        |
| 1982 | VI. Henrik 1-3.                                                          | Gloster hercege                           | David Burke            | 1987        |
| 1983 | Legenda Olga hercegnőről                                                 | Vlagyimir herceg                          | Ivan Mikolajcsuk       | 1985        |
| 1984 | Amadeus (első-két magyar szinkron)                                       | Orsini-Rosenberg gróf                     | Charles Kay            | 1990        |
| 1984 | Amadeus (első-két magyar szinkron)                                       | Orsini-Rosenberg gróf                     | Charles Kay            | 2002        |
| 1984 | Picone küldött                                                           | Salvatore Cannavacciuolo                  | Giancarlo Giannini     | 1987        |
| 1985 | Célpont (2. magyar szinkron)                                             | Walter Lloyd                              | Gene Hackman           | 1991        |
| 1985 | Csak kétszer halsz meg                                                   | Robert Staniland felügyelő                | Michel Serrault        | 1992        |
| 1986 | A három amigó (1. magyar szinkron)                                       | Lucky Day                                 | Steve Martin           | 1988        |
| 1986 | Barnum                                                                   | Phineas Taylor „P. T.” Barnum             | Burt Lancaster         | 1997        |
| 1986 | Diplomás örömlány                                                        | Lord Sam Bulbeck                          | Michael Caine          | 1988        |
| 1987 | A tél foglyai (1. magyar szinkron)                                       | Mr. Murray                                | Roddy McDowall         | 1990        |
| 1987 | Poncius Pilátus szerint                                                  | Poncius Pilátus                           | Nino Manfredi          | 2000        |
| 1988 | A hecc                                                                   | Marnó, kabinos, Tamás barátja             | Armin Müller-Stahl     | 1988        |
| 1988 | A tisztességtelen nő                                                     | Kolpakov                                  | Ladislav Frej          | 1991        |
| 1988 | Bat 21 (2. magyar szinkron)                                              | Iceal Hambleton alezredes                 | Gene Hackman           | 1993        |
| 1988 | Hanussen                                                                 | Propagandafőnök                           | Walter Schmidinger     | 1988        |
| 1988 | Krisztus utolsó megkísértése                                             | Péter apostol                             | Victor Argo            | 1994        |
| 1988 | Milyen jóízűek a fehérek!                                                | Jean-Marie atya                           | Michel Piccoli         | 1997        |
| 1988 | Münchhausen báró kalandjai (1. magyar szinkron)                          | Hieronymus Karl Frederick Münchausen báró | John Neville           | 1991        |
| 1988 | Ne ébreszd fel az alvó zsarut! (1. magyar szinkron)                      | Roger Scatti                              | Michel Serrault        | 1989        |
| 1988 | Opus nigrum                                                              | Zénon                                     | Gian Maria Volonté     | 1992        |
| 1988 | Szögevő                                                                  | Scipion, a bárkakapitány                  | Jean Carmet            | 1995        |
| 1989 | Batman 1.: Batman                                                        | Jack Napier / Joker                       | Jack Nicholson         | 1989        |
| 1989 | Batman 1.: Batman                                                        | Jack Napier fiatalon                      | Hugo Blick             | 1989        |
| 1989 | Együtt és egyedül 1-4.                                                   | Neil Clarke                               | Robert Coleby          | 1992        |
| 1989 | Harlemi éjszakák (1. magyar szinkron)                                    | Sugar Ray                                 | Richard Pryor          | 1990        |
| 1989 | Milou májusban                                                           | Milou                                     | Michel Piccoli         | 1994        |
| 1989 | Nem vagyunk mi angyalok                                                  | Levesque atya                             | Hoyt Axton             | 1990        |
| 1989 | Szorul a hurok (1. magyar szinkron)                                      | Eamon Flynn polgármester                  | Rod Steiger            | 1990        |
| 1989 | Tini boszorkányok (1. magyar szinkron)                                   | Mr. Weaver                                | Shelley Berman         | 1991        |
| 1989 | Vérvörös nap (2. magyar szinkron)                                        | N/A                                       | N/A                    | 2001        |
| 1989 | Visszatérés a Kwai folyóhoz                                              | Grayson ezredes                           | Denholm Elliott        | 1995        |
| 1991 | A cár gyilkosa                                                           | ?                                         | ?                      | 2000        |
| 1991 | Dupla dinamit (1. magyar szinkron)                                       | Frank Avery                               | Geoffrey Lewis         | 1992        |
| 1991 | Farkangyal                                                               | Atyaisten                                 | Richard Provost        | 1992        |
| 1991 | Judeai történet                                                          | Pontius Pilátus                           | John Woodvine          | 1992        |
| 1991 | Leisenbohg átkozott szerelme                                             | A báró                                    | Michel Piccoli         | 1995        |
| 1991 | Meghalsz újra!                                                           | Franklyn Madson                           | Derek Jacobi           | 1997        |
| 1991 | Meztelen ebéd                                                            | Tom Frost                                 | Ian Holm               | 1993        |
| 1991 | Szélhámosok hajója                                                       | Cec                                       | Bill Kerr              | 2003        |
| 1991 | Személyes ügy                                                            | Jedediah Tucker Ward                      | Gene Hackman           | 1995        |
| 1992 | A tékozló apa                                                            | N/A                                       | N/A                    | 1993        |
| 1992 | Egy becsületbeli ügy                                                     | Nathan R. Jessep ezredes                  | Jack Nicholson         | 1993        |
| 1992 | Fortress – 33 emelet mélyen a pokolban                                   | Poe börtönigazgató                        | Kurtwood Smith         | 1992        |
| 1992 | Kölcsönkapott idő                                                        | Sepak                                     | Rod Steiger            | 1992        |
| 1992 | Zűrös manus                                                              | Eugene Earl Axline (Harry Bliss)          | Jack Nicholson         | 1995        |
| 1993 | Lucas                                                                    | Werner                                    | Jean-Claude Brialy     | 1997        |
| 1994 | Az ember, aki nem tud meghalni                                           | Bernard Drake / Ian Morrissey             | Malcolm McDowell       | 1994        |
| 1994 | Csupasz pisztoly 33 1/3 – Az utolsó merénylet                            | Frank Drebin hadnagy                      | Leslie Nielsen         | 1994        |
| 1994 | D’Artagnan lánya                                                         | D’Artagnan                                | Philippe Noiret        | 1996        |
| 1994 | Féktelenül                                                               | Howard Payne                              | Dennis Hopper          | 1994        |
| 1994 | Sárkányvár                                                               | Lester MacIntyre                          | John Woodvine          | 2001        |
| 1995 | A bolygó hollandi (1. magyar szinkron)                                   | Campanelli                                | Nino Manfredi          | 1997        |
| 1995 | Groteszk                                                                 | Sir Hugo Coal                             | Alan Bates             | 2000        |
| 1995 | Szóljatok a köpcösnek! (1. magyar szinkron)                              | Harry Zimm                                | Gene Hackman           | 1996        |
| 1996 | Hullázó kedélyek                                                         | George                                    | Harvey Keitel          | 1997        |
| 1996 | Jeruzsálem                                                               | Storm                                     | Björn Granath          | 1998        |
| 1997 | Az ötödik elem                                                           | Cornelius                                 | Ian Holm               | 1997        |
| 1997 | Dávid 1-2.                                                               | Saul                                      | Jonathan Pryce         | 2002        |
| 1998 | Sziki-szökevény                                                          | Ryan Harrison                             | Leslie Nielsen         | 1998        |
| 1999 | A tábornok lánya                                                         | Campbell tábornok                         | James Cromwell         | 2000        |
| 1999 | Az Álmosvölgy legendája                                                  | Baltus Van Tassel                         | Michael Gambon         | 2000        |
| 1999 | Szép remények                                                            | Wemmick                                   | Nicholas Woodeson      | 2001        |
| 2000 | Csupasz pisztoly a (z)űrben                                              | Richard „Dick” Dix                        | Leslie Nielsen         | 2004        |
| 2000 | Hamlet                                                                   | Polonius                                  | Roscoe Lee Browne      | 2002        |
| 2002 | A függöny legördül                                                       | J. J. Curtis                              | Peter O’Toole          | 2003        |
| 2002 | A Gévaudan-i fenevad                                                     | Narrátor (hang)                           | N/A                    | 2004        |
| 2004 | Agatha Christie: Marple – I/4. rész: Gyilkosság meghirdetve              | Easterbrook ezredes                       | Robert Pugh            | 2005        |

#### Sorozatok
| Év        | Cím                                                      | Szereplő                            | Színész              | Szinkron év |
| --------- | -------------------------------------------------------- | ----------------------------------- | -------------------- | ----------- |
| 1958      | Ivanhoe                                                  | Sir Wilfred of Ivanhoe (3. résztől) | Roger Moore          | 1966        |
| 1960-1963 | Maigret                                                  | Lapointe                            | Neville Jason        | 1969-1971   |
| 1967      | Viharlovag                                               | Követ                               | N/A                  | 1968        |
| 1970      | A négy páncélos és a kutya III.                          | Ivan Pavlov kapitány                | Aleksandr Belyavskiy | 1972        |
| 1972-1974 | Új Scotland Yard I-IV.                                   | John Kingdom felügyelő              | John Woodvine        | 1979-1981   |
| 1973      | Vivát, Benyovszky!                                       | Beszélő (hang)                      | N/A                  | 1973        |
| 1974-1975 | Columbo IV-V. (1. magyar szinkron)                       | Milo Janus                          | Robert Conrad        | 1976-1978   |
| 1982      | A pármai kolostor 1-6.                                   | Mosca gróf                          | Gian Maria Volonté   | 1985        |
| 1983      | VI. Henrik                                               | Gloster hercege                     | David Burke          | 1992        |
| 1984      | A szerencselovag                                         | David Thurber                       | Rolf Henniger        | 1986        |
| 1984      | Sherlock Holmes kalandjai 1-4, 6-7. (1. magyar szinkron) | Sherlock Holmes                     | Jeremy Brett         | 1986        |
| 1988      | Az óriási nyomozó (1. magyar szinkron)                   | Tony Caruso felügyelő               | Raymond Pellegrin    | 1991-1992   |
| 1989      | Agatha Christie: Poirot II.                              | Sir Bernard Dodge                   | Ronald Hines         | 1996        |
| 1993      | Frasier – A dumagép I.                                   | Martin „Marty” Crane                | John Mahoney         | 2007        |
| 1995      | Büszkeség és balítélet                                   | Mr. Bennet                          | Benjamin Whitrow     | 1997        |
| 1995      | Hegylakó IV.                                             | Walter Graham                       | Ron Halder           | 1997        |

#### Rajzfilmek
| Év   | Cím                                              | Szereplő                                      | Szinkronhang       | Szinkron év |
| ---- | ------------------------------------------------ | --------------------------------------------- | ------------------ | ----------- |
| 1937 | Hófehérke és a hét törpe (2. magyar szinkron)    | Varázstükör                                   | Moroni Olsen       | 2001        |
| 1952 | Pán Péter                                        | Indián főnök (+ Rácz István (ének))           | Candy Candido      | 1998        |
| 1968 | Szeleburdi háborúba megy (2. magyar szinkron)    | Uhu-muhu, a bagoly                            | N/A                | 1997        |
| 1987 | Törpék csodálatos kalandjai (1. magyar szinkron) | Dávid                                         | N/A                | 1993        |
| 1995 | Pocahontas                                       | Ratcliffe kormányzó (+ Sárkány Kázmér (ének)) | David Ogden Stiers | 1995        |
| 1998 | Pocahontas 2. – Vár egy új világ                 | Ratcliffe kormányzó (+ Sárkány Kázmér (ének)) | David Ogden Stiers | 2000        |
| 1999 | A király és én                                   | Kralahome                                     | Ian Richardson     | 2001        |
| 2001 | Atlantisz – Az elveszett birodalom               | Fenton Q. Harcourt                            | David Ogden Stiers | 2001        |

#### Rajzfilmsorozatok
| Év        | Cím                                                       | Szereplő             | Szinkronhang | Szinkron év |
| --------- | --------------------------------------------------------- | -------------------- | ------------ | ----------- |
| 1963      | Rugóláb Nyusziseriff 1-12. (MTV-szinkron)                 | Álomszuszi helyettes | Mel Blanc    | 1971        |
| 1985      | Az elsüllyedt világok I.                                  | Narrátor             | Jean Négroni | 1988        |
| 1985-1991 | A gumimacik                                               | Gregor király        | Michael Rye  | 1991-1993   |
| 1989      | Chip és Dale – A Csipet Csapat I-II. (1. magyar szinkron) | Jolly Roger          | Jim Cummings | 1990-1991   |
| 1992-1994 | Kutyavilág                                                | Szaglász             | Noel MacNeal | 1993-1995   |
| 2001      | Mickey egér klubja                                        | Varázstükör          | Tony Jay     | 2003        |

## Hangjáték
- Életem, emlékeim – Benedek Marcell vallomása (1968)
- Sós György: Aranycsont (1969)
- Gosztonyi János: A meghajszolt szelíd (1970)
- Homérosz: Odüsszeia (1970)
- Andrej Kucsajev: Vakleszállás (1970)
- Guy de Mupassant: A szépfiú (1970)
- Sós György: A harmadik futó (1970)
- Vihar Béla: Az utas (1970)
- Boros Lajos-Vámos Miklós: Felfüggesztés (1971)
- Hegedűs Géza: Szemiramisz szerelme (1971)
- Maróti lajos: A kolostor (1971)
- Sőtér István: Eötvös József élete és művészete (1971)
- Wolfgang Kohlhaase: Kérdések egy fényképhez (1971)
- Magyar parnasszus: Emlékezés Zalka Mátéra (1972)
- Mezei András: Merre van jófelé? (1972)
- Jókai Anna: Általános foglalkoztató (1973)
- Kolin Péter : A vaslovag (1974)
- Moldova György: Börtönválogatott (1974)
- Balzac, Honoré de: Éva lánya (1975)
- Tertinszky Edit: A sokaság fia (1975)
- Forgács István: Papírhold (1976)
- Honoré de Balzac: Betti néni (1976)
- Raszkolnyikov - Jelenetek Dosztojevszkij Bűn és bűnhődés című regényéből (1976)
- Bill Naughton: Késő éjjel a Watling Streeten (1977)
- Calderon, P. de la Barca: Úrnő és komorna (1977)
- Csukás István: A téli tücsök meséi (1977)
- A magyar humor és szatíra története: Elvújítók - nyelvújítók (1977)
- Vilhelm Moberg: A hosszú út (1977)
- Beumarchais, Pierre-Augustin: Figaro házassága (1978)
- Boldizsár Iván: Csizma és szalonna (1978)
- Cooper, Giles: Kapdelcica (1978)
- Lázár Ervin: Rendhagyó baleset (1978)
- Déry Tibor: Képzelt riport egy amerikai popfesztiválról (1979)
- Fontane, Theodor: Effi Briest (1979)
- Jókai Anna: Tartozik és követel (1979)
- MacNeice, Louise: Találkája volt (1979)
- Gyenes György: Ismeretlen ismerősök - Georges Simeon (1980)
- Ardi Liives: A sztaniolpapír (1981)
- Gyenes György: Kettős csavar (1981)
- Ez mind én volnék, avagy tán túl későn vacsoráltam az este? (1982)
- Csemer Géza: Forintos doktor (1982)
- Bandello, Matteo: A pajzán griffmadár (1982)
- Gordan Mihic: Kis árva agrak (1982)
- A JÁTSZÓ EMBER - Megy a kosár, avagy a népi játékok kincsesházából (1982)
- John Castle - Hailey, Arthur: Rémület a levegőben (1982)
- Schwajda György: A Szent család (1982)
- Galgóczi Erzsébet: A kápolna titka (1983)
- Irina Liebmann: Kilenc történet Ronaldról (1983)
- Kopányi György: Ember a semmiben (1983)
- Szép Ernő: Május (1983)
- Thury Zoltán: Katonák (1983)
- George Ciprian: Gácsérfej (1984)
- Georges-Emmanuel Clancier: Tétova szeretők (1984)
- Marja Kurkela: Korcsolya (1984)
- Radicskov, Jordan: Kosarak (1984)
- Zoltán Péter: Liszt Ferenc Szekszárdon (1984)
- Bárdos Pál: A Kancsal és a démonok (1985)
- Fenákel Judit: Nóri (1985)
- Gyárfás Endre: A holló árnyéka (1985)
- Kormos István: N.N. utolsó bolyongása (1986)
- Moldova György: Vigyázat, harapok! (1986)
- Vampilov, Alekszandr: Húsz perc az angyallal (1986)
- Balázs Attila: Mont Blanc hava (1987)
- Kambanélisz, Jákovosz: Sok hűhó Rodoszért (1987)
- Gilles Segal: A világ legnagyobb bábszínháza (1987)
- Oscar Wilde: A boldog herceg (1987)
- Rákosy Gergely: Az óriástök (1987)
- Szabó Magda: Katalin utca (1987)
- Szakonyi Károly: Homloklövés (1987)
- Mándy Iván: Áramszünet (1988)
- Száraz György: A megközelíthetetlen (1988)
- Szentkuthy Miklós: Petőfi (1988)
- Sziveri János: A csiga vére (1988)
- Tükörképünk 37 darabban – Hamlet (1988)
- Vámos Miklós: Publikum (1988)
- Bozó László: Gyilkosság a Hungaroringen (1989)
- Hernádi Gyula: Homokzsák-keringő (1989)
- Kisfaludy Károly: A hűség próbája (1989)
- Weöres Sándor: Szent György és a sárkány (1990)
- Erdődy János: Barberina, Európa csillaga (1991)
- Fromaget: A Próféta rokona (1991)
- Kárpáti Péter: Egy röpke szóban (1991)
- Ruitner Sándor: Lacrimosa (1991)
- Bulgakov, Mihail: Színházi regény (1992)
- Danilo Kis: Éjszaka, köd (1992)
- Kolin Péter: A békakirály (1992)
- Németh Ákos: Júlia és a hadnagya (1993)
- Jókai Mór: Keresd a szíved (1994)
- Páskándi Géza: Augustus katonái (1994)
- Rudyard Kipling: A fehér fóka (1995)
- Anton Pavlovics Csehov: Sirály (1997) … Dorn doktor
- August Strindberg: Álomjáték (1997)
- Jaroslav Hasek: Svejk, egy derék katona kalandjai a világháborúban (1997)
- Vámos Miklós: Főmozi (1997)
- Weöres Sándor: Kétfejű fenevad (1997)
- Béres Attila: Angyalka és Reglamór (1999)
- Robert Ferguson: Dr. Ibsen kísértetei (2000)
- Határ Győző: Asszonyok gyöngye (2001)
- Piros Sándor: Baby-box és Kótya-vetye (2002)
- Ingmar Bergman: Laterna Magica (2003)
- Karinthy Ferenc: Baracklekvár (2005)
- Rádiószínház-Minidrámák (2007)
- Salamon András: Az utolsó perc (2007)
- Janicsek Péter és Toepler Zoltán: Mínusz egy (2012)

## Hangoskönyvek
- Bodor Ádám: Az érsek látogatása
- Durrell: A feltalálók – Történetek „emberi” állatokról
- Jókai: Bosszú a túlvilágon – Fantasztikus történetek
- Poe: A kút és az inga
- Márai: Füves könyv
- Mikszáth: Új ember – régi ember

## Díjai, elismerései
- Jászai Mari-díj (1972)
- Farkas–Ratkó-díj (1974)
- Színikritikusok Díja – A legjobb férfi mellékszereplő díja (1981)
- Érdemes művész (1982)
- Kiváló művész (1987)
- Színikritikusok Díja – A legjobb férfialakítás díja (1992)
- Kossuth-díj (1995)
- Budakalász díszpolgára (2011)
- Budapestért díj (2012)
- Örökös tag a Halhatatlanok Társulatában (2013)
- A Magyar Érdemrend tisztkeresztje /polgári tagozat/ (2014)
- A Nemzet Művésze (2014)